# حسين مجعدل
حسين مجعدل الفلات مواليد 24 يوليو 1988 في جازان ، السعودية، هو لاعب كرة قدم سعودي.
كانت بداياته مع نادي حطين و وقع مع نادي النهضة في عام 2015 و لعب معهم موسمين و بعدها عاد إلى نادي حطين في عام 2017 .
و هو توأم مع اللاعب فواز مجعدل الفلات .